# Luxor-Museum
Das Luxor-Museum (arabisch متحف الأقصر, DMG Matḥaf al-Uqṣur) ist ein Museum für altägyptische Kunst in der oberägyptischen Stadt Luxor. Es steht an der Corniche el-Nil, der Uferpromenade der Stadt entlang des Nils, etwa mittig zwischen dem Tempel von Karnak und dem Tempel von Luxor, den Hauptsehenswürdigkeiten der Stadt auf der östlichen Nilseite. Der zweigeschossige Museumsbau des Architekten Mahmud el-Hakim wurde 1975 seiner Bestimmung übergeben. Seit März 2004 verfügt er durch einen Anbau über eine größere Ausstellungsfläche.

## Exponate der Sammlung
Im Museum zu besichtigen sind Fundstücke altägyptischer Kunst aus der königlichen Metropole Theben und der näheren Umgebung von Luxor (Theben-Ost). Darunter befinden sich einige Grabbeigaben aus dem Grab des Tutanchamun im Tal der Könige (KV62), verschiedene Statuen aus der Zeit des Neuen Reiches sowie die Rekonstruktion eines Mauerteils des Aton-Tempels von Karnak, des Gem-pa-Aton, errichtet im 14. Jahrhundert v. Chr. durch Echnaton. Der Aton-Tempel war von den Nachfolgern Echnatons zerstört und das Baumaterial für andere Bauten verwendet worden.

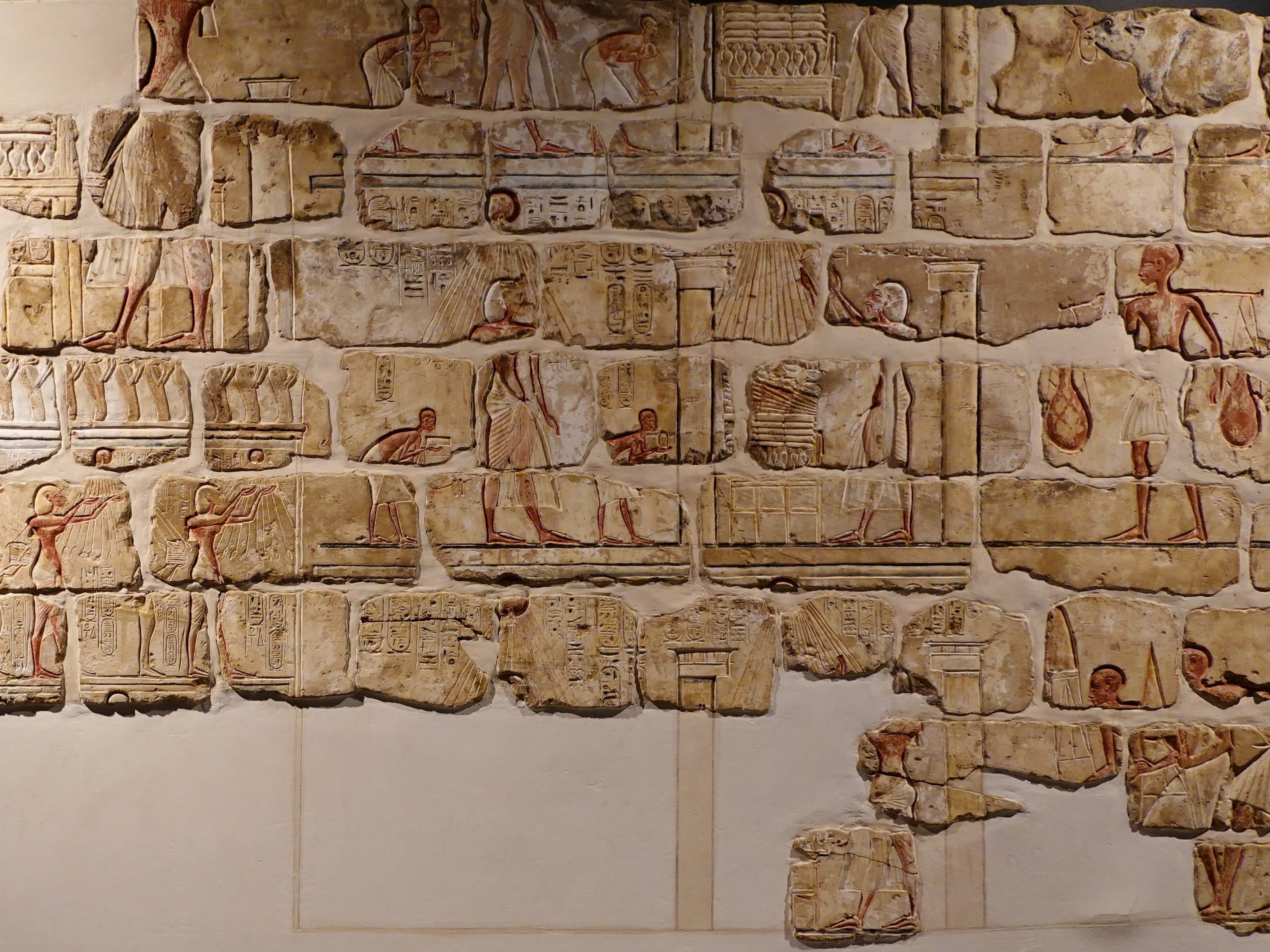
Teilstück eines rekonstruierten Mauerteils des Gem-pa-Aton

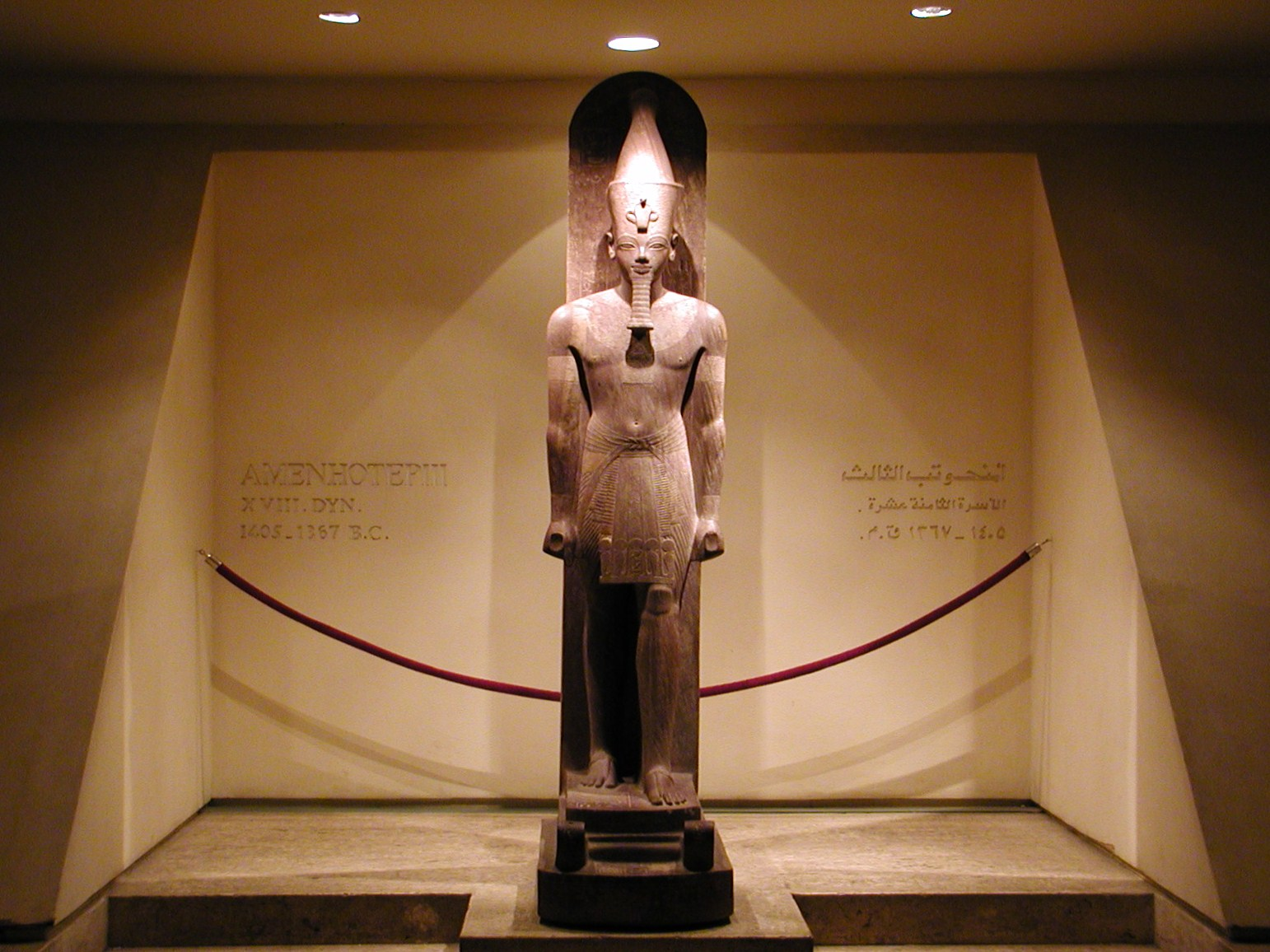
Statue des Königs Amenophis III.

Die aus 283 bemalten Sandsteinblöcken, Talatat genannt, wiedererrichtete Mauer des Gem-pa-Aton im Obergeschoss des Museums ist 18 Meter lang. Man fand die ausgestellten Mauerreste bei Restaurierungsarbeiten in der Füllung des neunten Pylonen des Tempels des Amun-Re innerhalb des Tempelkomplexes von Karnak. Dargestellt sind Echnaton und Nofretete unter dem als Sonnenscheibe mit fächerartig sich ausbreitenden Strahlen dargestellten Gott Aton, umgeben von in Magazinen und Opferräumen arbeitenden Tempelbediensteten sowie Handwerkern und Feldarbeitern.

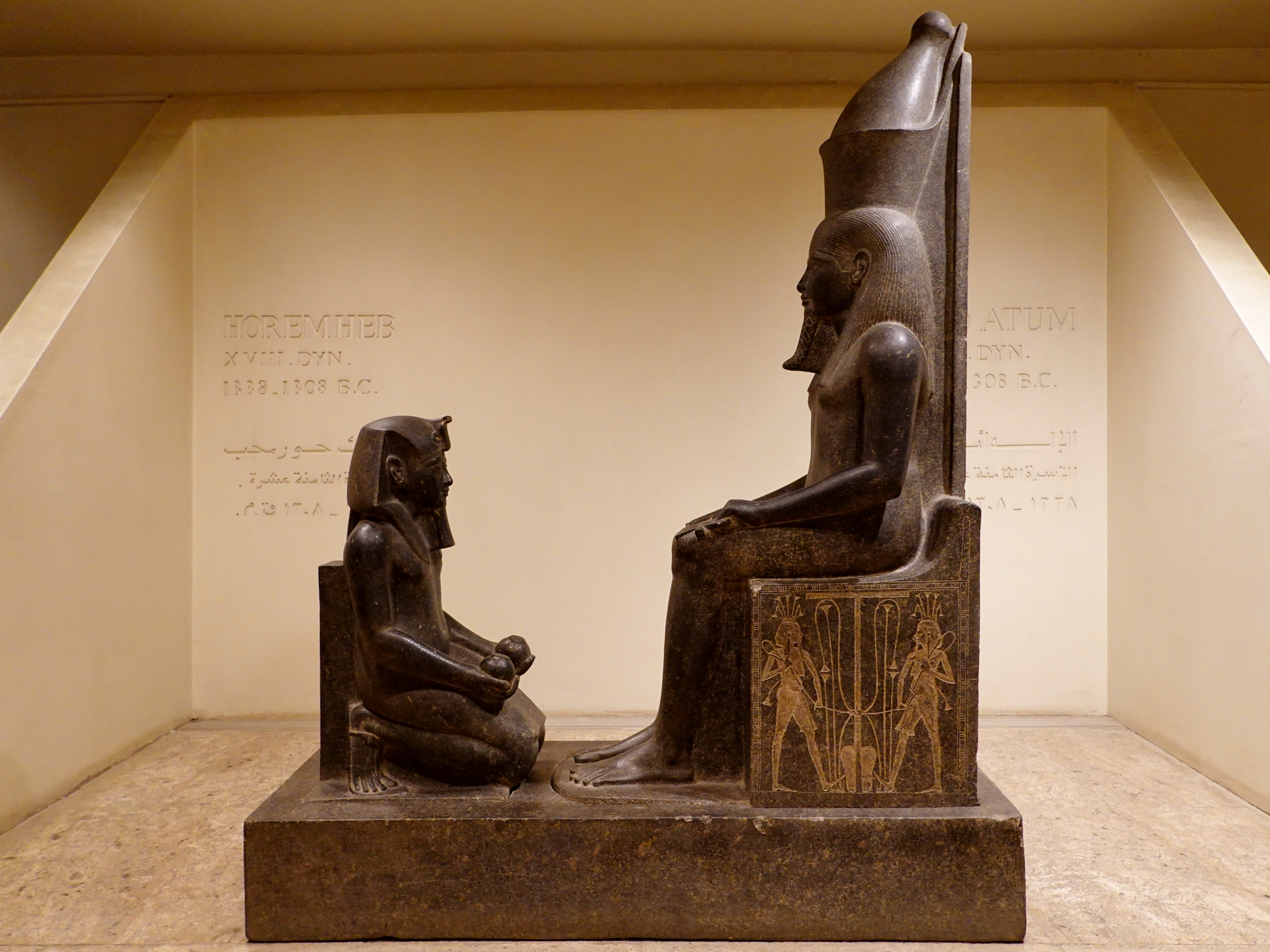
König Haremhab kniet vor Atum

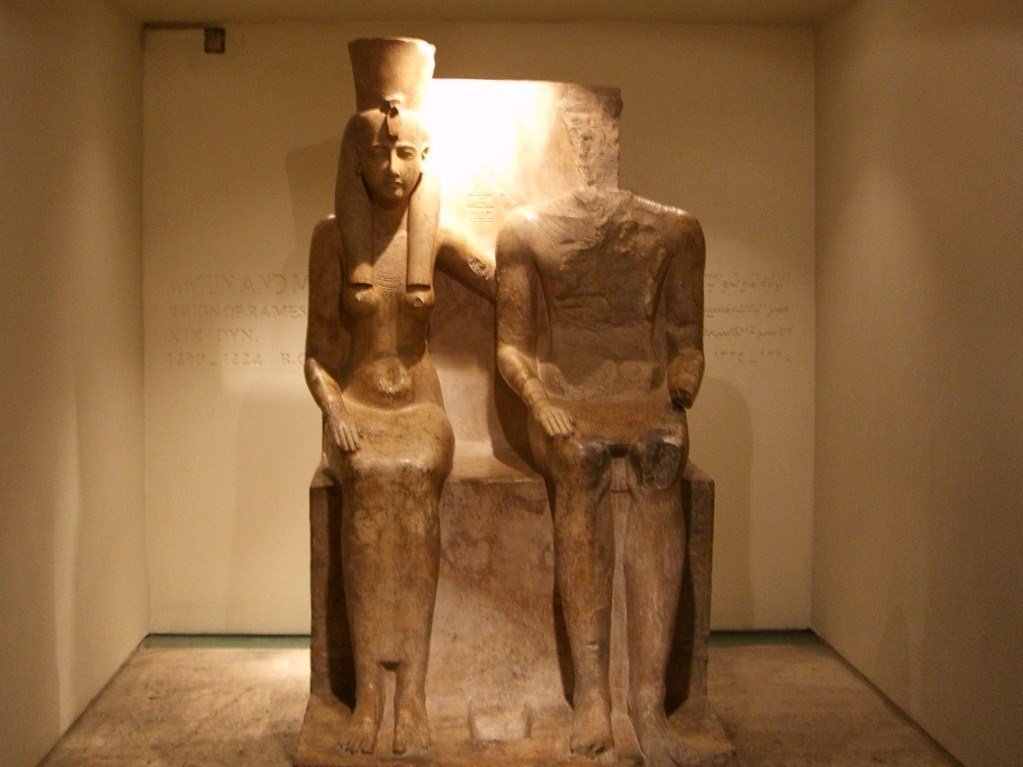
Das Götterpaar Amun und Mut

Das Untergeschoss beherbergt die Statuensammlung des Museums, darunter 26 Statuen, die 1989 in einer Grube unter dem Boden des „Sonnenhofes“ des Tempels von Luxor gefunden wurden. Unter ihnen befinden sich die Sitzbilder der Göttinnen Hathor und Junit aus der Königszeit Amenophis III. (14. Jahrhundert v. Chr.), des Vaters Echnatons, und das 2,5 Meter hohe Standbild des Amenophis III. aus rötlichem Quarzit. Der Pharao ist auf einem Schlitten dargestellt, einem Transportmittel für schwere Objekte. Ebenfalls aus dieser Zeit stammt die Skulptur des sitzenden Schreibers und Baumeisters Sohn des Hapu Amenophis. Späteren Datums ist die Statuengruppe des knienden Königs Haremhab vor dem thronenden Gott Atum. Haremhab gilt als Wiederhersteller der alten Ordnung in der Nach-Amarna-Zeit des Echnaton.
Andere interessante Ausstellungsstücke sind der aus Rosengranit gefertigte Kopf des Senwosret III. aus der 12. Dynastie (19. Jahrhundert v. Chr.), der im Fundament vor dem vierten Pylon des Karnak-Tempels gefunden wurde, die Statue von Thutmosis III. aus der 18. Dynastie (15. Jahrhundert v. Chr.), gefunden im Erdboden des Hofes vor dem siebenten Pylon des Karnak-Tempels, und das ebenfalls aus Karnak stammende 1,11 Meter große Oberteil einer Rosengranit-Statue seines Sohnes und Nachfolgers Amenophis II., gefunden 1951 nördlich der Kapelle des Osiris Heqa-djed. Im Garten vor dem Museum steht ein weiteres Abbild dieses Königs, hier als Bogenschütze dargestellt. Auch eine Büste Echnatons, ein Osirispfeiler Sesostris I. und Abbilder Amenophis III. als einzelner Kopf und gemeinsam in einer Statuengruppe mit dem Gott Sobek sind Teil der Sammlung.
Hauptexponat des Luxor-Museums aus dem Grab Tutanchamuns ist eine „heilige Kuh“, ein aus einem Holzblock geschnitzter Kopf eines Rindes, der Erscheinungsform der Göttin Hathor. Der Kopf wurde mit Gips überzogen und teilweise vergoldet. Die Hörner, ebenfalls aus Holz, sind mit bemaltem Metall verkleidet, die in eine Umrandung aus Glas eingelegten Augen bestehen aus Kalksteinkristall und Obsidian. Daneben sind weitere Kleinteile aus dem Inneren des Königsgrabes ausgestellt, wie zwei Uschebtis, bemalte Kleinstatuen als Verkörperung des verstorbenen Pharao.
Im Anbau des Luxor-Museums sind seit dem Jahr 2004 die Mumien der Könige Ahmose I. (16. Jahrhundert v. Chr.) und Ramses I. (13. Jahrhundert v. Chr.) zu sehen. Es sind die beiden ersten in Luxor öffentlich zur Schau gestellten königlichen Mumien, wobei die Identität der Mumie von Ramses I. noch nicht zweifelsfrei geklärt ist. Beide Mumien stammen aus der Cachette von Deir el-Bahari in Theben-West, einem Depot für umgebettete Pharaonenmumien. Während sich die Mumie von Ahmose I. bis zur Rückkehr nach Luxor im Ägyptischen Museum in Kairo befand, gelangte die Ramses I. zugeschriebene Mumie Ende des 19. Jahrhunderts in die Vereinigten Staaten von Amerika. Dort befand sie sich lange Zeit im Niagara Falls Museum, bis sie nach dessen Schließung und Übernahme durch das Michael C. Carlos Museum nahe Atlanta von dort 2003 an Ägypten zurückgegeben wurde. Die Übergabe der beiden Königsmumien anlässlich der Eröffnung des Museumsanbaus am 9. März 2004 wurde in Luxor feierlich begangen.

Auswahl an Ausstellungsstücken
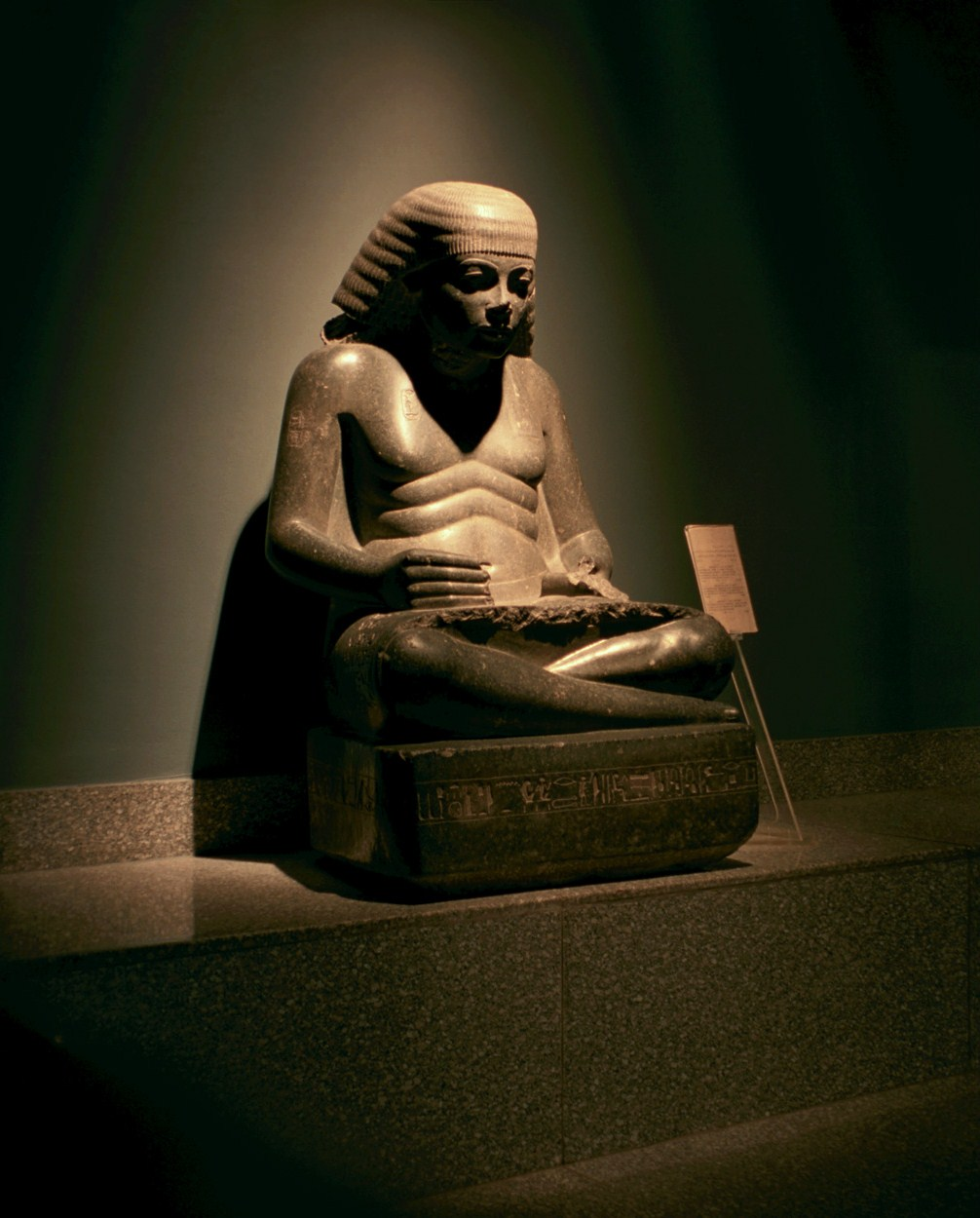
Skulptur des sitzenden Amenophis (Sohn des Hapu)
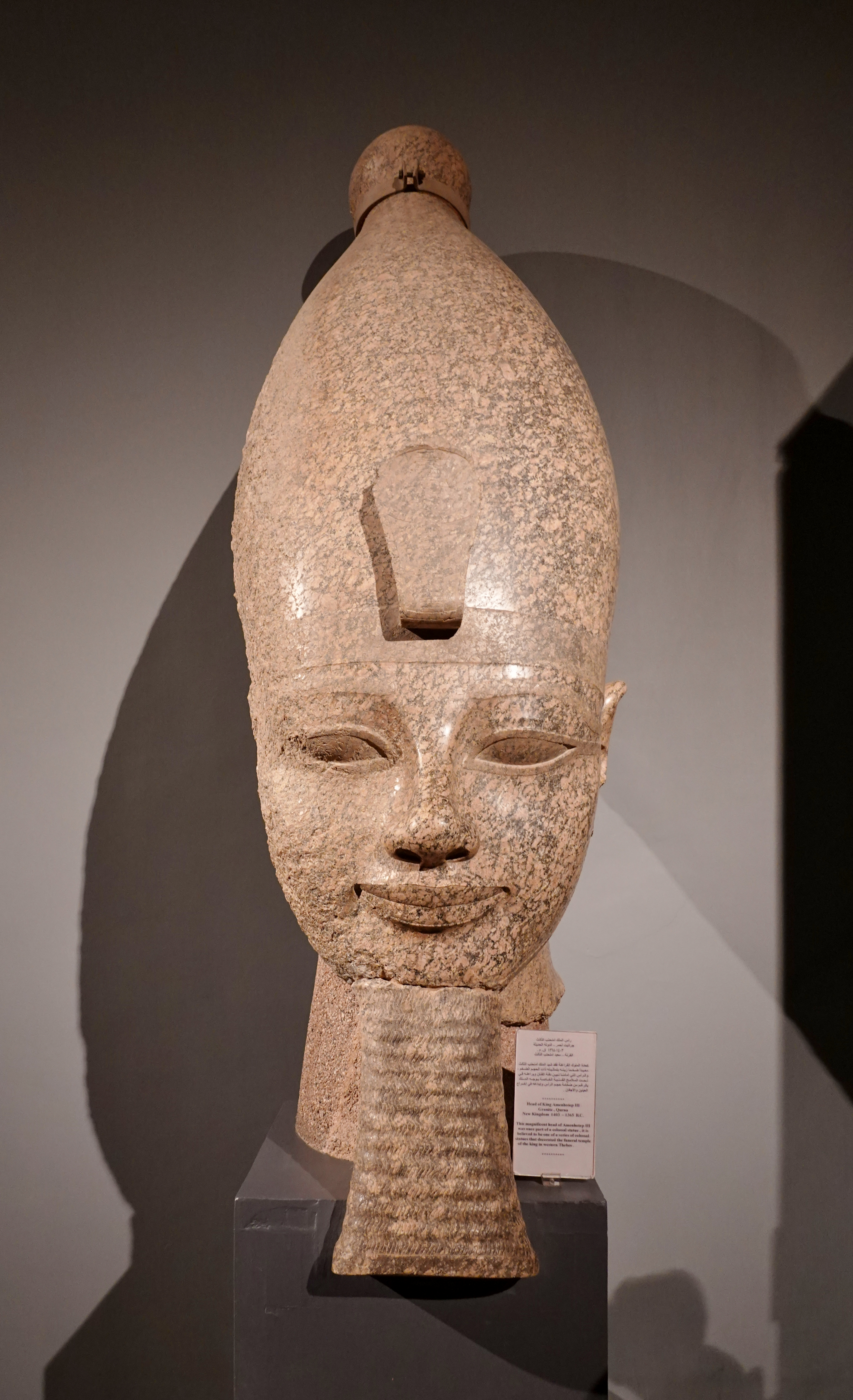
Kopf des Königs Amenophis III.
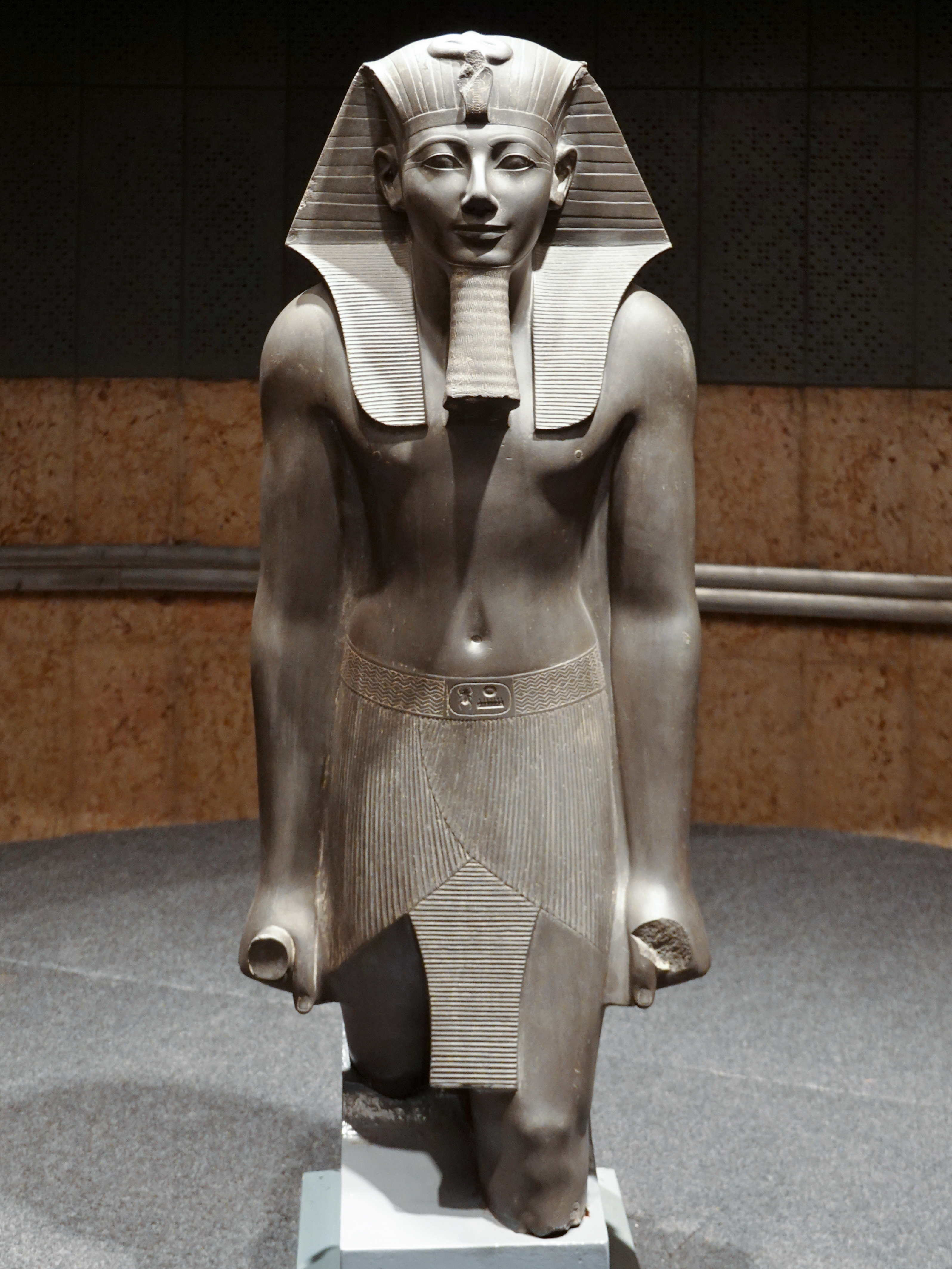
Statue des Königs Thutmosis III.
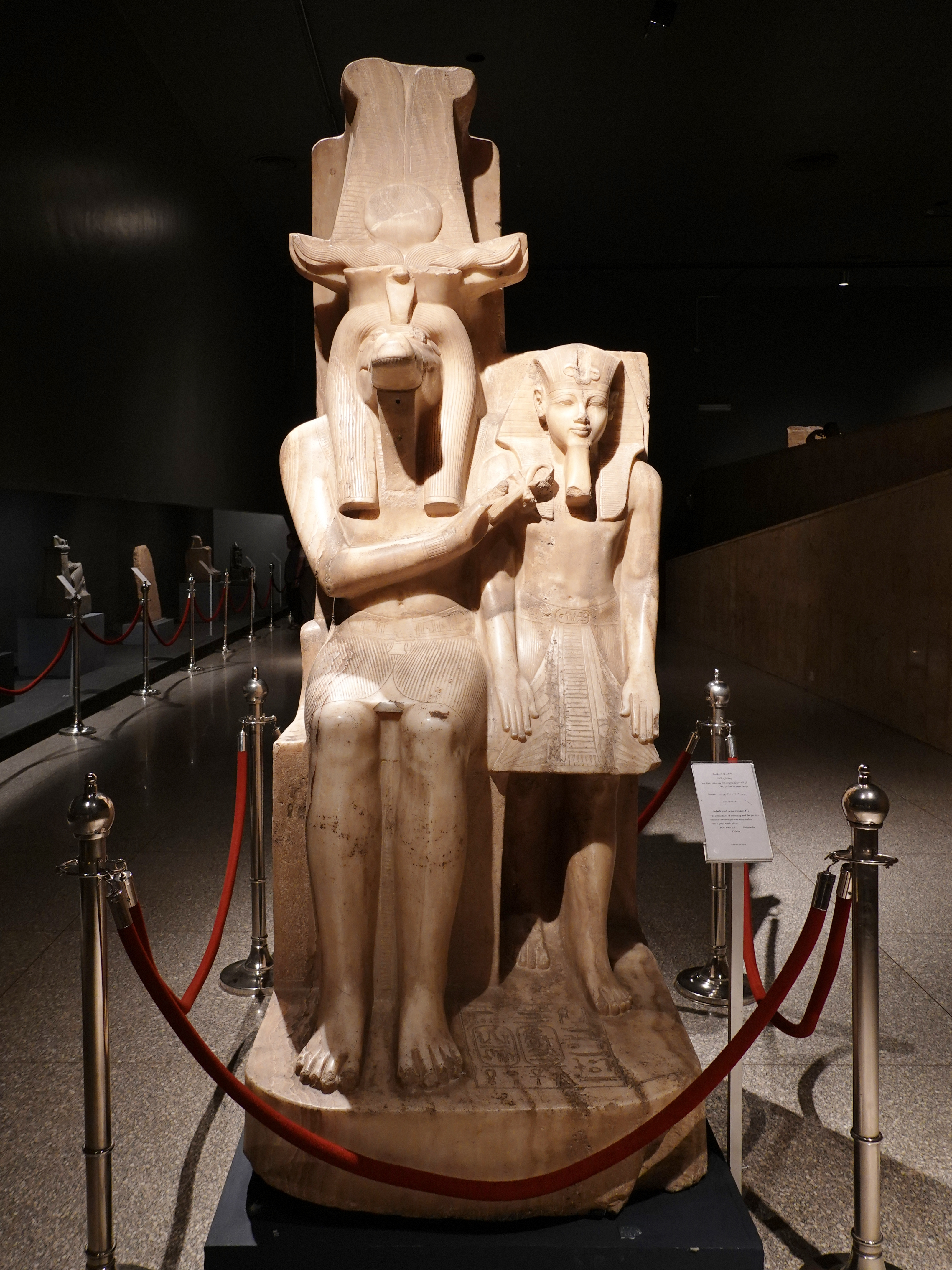
Gott Sobek mit Amenophis III.